# Куадра, Адриан
Адриа́н Игна́сио Куа́дра Кабре́ра (исп. Adrián Ignacio Cuadra Cabrera; 23 октября 1997) — чилийский футболист, полузащитник клуба «Депортес Антофагаста».

## Биография
Куадра — воспитанник клуба «Сантьяго Уондерерс». 26 ноября 2015 года в матче против «Депортес Антофагаста» он дебютировал в чилийской Примере. 22 января 2016 года в поединке против «Сан-Луис Кильота» Адриан забил свой первый гол за «Сантьяго Уондерерс». В своём дебютном сезоне Куадра помог клубу завоевать серебряные медали.
С 2020 года Куадра играет за «Депортес Антофагасту».
В 2017 году Куадра в составе молодёжной сборной Чили принял участие в молодёжном чемпионате Южной Америки в Эквадоре. На турнире он сыграл в матчах против команд Парагвая, Эквадора и Бразилии.